# 2016 en Papouasie-Nouvelle-Guinée
Cet article présente les faits marquants de l'année 2016 en Papouasie-Nouvelle-Guinée.

## Évènements
- début mars : Mort de Faole Bokoi, supposé être le dernier des Fuzzy Wuzzy Angels (en), les Papou-Néo-Guinéens qui aidèrent les soldats australiens sur la piste de Kokoda durant la Seconde Guerre mondiale[1].
- 26 avril : La Cour suprême de Papouasie-Nouvelle-Guinée juge illégal le centre australien de détention de migrants sur l'île de Manus, et ordonne au gouvernement de Papouasie-Nouvelle-Guinée de le fermer dans les plus brefs délais. La Cour juge ce centre contraire au droit à la dignité humaine protégé par la Constitution[2].
- 23 mai : Le premier ministre Peter O'Neill publie une réponse détaillée aux étudiants de l'université de Papouasie-Nouvelle-Guinée et de l'Université de technologie à Lae, qui exigent son départ. Les étudiants boycottent massivement les cours depuis plus de deux semaines, car le premier ministre refuse de se soumettre à un mandat d'arrêt pour soupçon de corruption. Dans sa réponse, O'Neill indique qu'il ne démissionnera pas[3]. Le 31 mai, quelque 250 étudiants, et autant d'autres citoyens, s'assemblent paisiblement devant le Parlement pour protester contre ce refus[4]. Le 8 juin, la police ouvre le feu sur une manifestation étudiante, après des jets de pierres contre la police par des étudiants[5]. Vingt-trois manifestants sont blessés, dont quatre grièvement, et plusieurs policiers sont également blessés. À la demande de l'Université de Papouasie-Nouvelle-Guinée, un tribunal au lendemain de ces événements interdit toute nouvelle manifestation étudiante, et ordonne aux étudiants de retourner en cours[6]. Le 15 juin, une rixe éclate à l'Université de Goroka entre étudiants qui souhaitent reprendre les cours et ceux qui souhaitent poursuivre le boycott. Une cinquantaine d'étudiants sont hospitalisés, certains blessés au couteau[7]. Le 23 juin des véhicules du service de sécurité de l'Université de Papouasie-Nouvelle-Guinée sont incendiés, suivis d'un bâtiment de l'université le 25 juin ; quatre personnes sont arrêtées[8]. Le 26 juin, un groupe d'assaillants armés de couteaux tuent un étudiant sur le campus de l'Université de technologie à Lae, et incendient plusieurs bâtiments[9].
- 11 juin : Pays hôte de la Coupe d'Océanie de football 2016, la Papouasie-Nouvelle-Guinée s'y incline en finale face à la Nouvelle-Zélande, 0-0 puis 2-4 aux tirs au but[10].
- 8 juillet : Mort de Jeffrey Nape, président du Parlement national de 2004 et 2012 et deux fois gouverneur général par intérim[11].
- 11 juillet : Les anciens premiers ministres Sir Michael Somare and Sir Mekere Morauta appellent le premier ministre Peter O'Neill à démissionner. Ils l'accusent d'atteinte à la démocratie et de mépris de l'État de droit. Peter O'Neill est sous le coup d'un mandat d'arrêt pour soupçon de corruption, que la police n'a pas été autorisée à appliquer[12].
- 28 octobre au 16 novembre : La Papouasie-Nouvelle-Guinée accueille la Coupe du monde féminine de football des moins de 20 ans 2016. Le pays hôte est éliminé au premier tour.
- 18 novembre : Ati Wobiro, le gouverneur de la Province orientale, est condamné à dix ans de prison pour corruption[13].
- 28 décembre : Les forces armées sont déployées dans la province de Hela pour désarmer des tribus ennemies après une flambée de violence[14].